# Селвін Ллойд
Джон Селвін Брук Ллойд, Барон Селвін-Ллойд (англ. John Selwyn Brooke Lloyd, Baron Selwyn-Lloyd; 28 липня 1904 — 18 травня 1978) — британський державний діяч і пожиттєвий пер.
У 1951—1954 роках — міністр закордонних справ Великої Британії.